# Butsudan

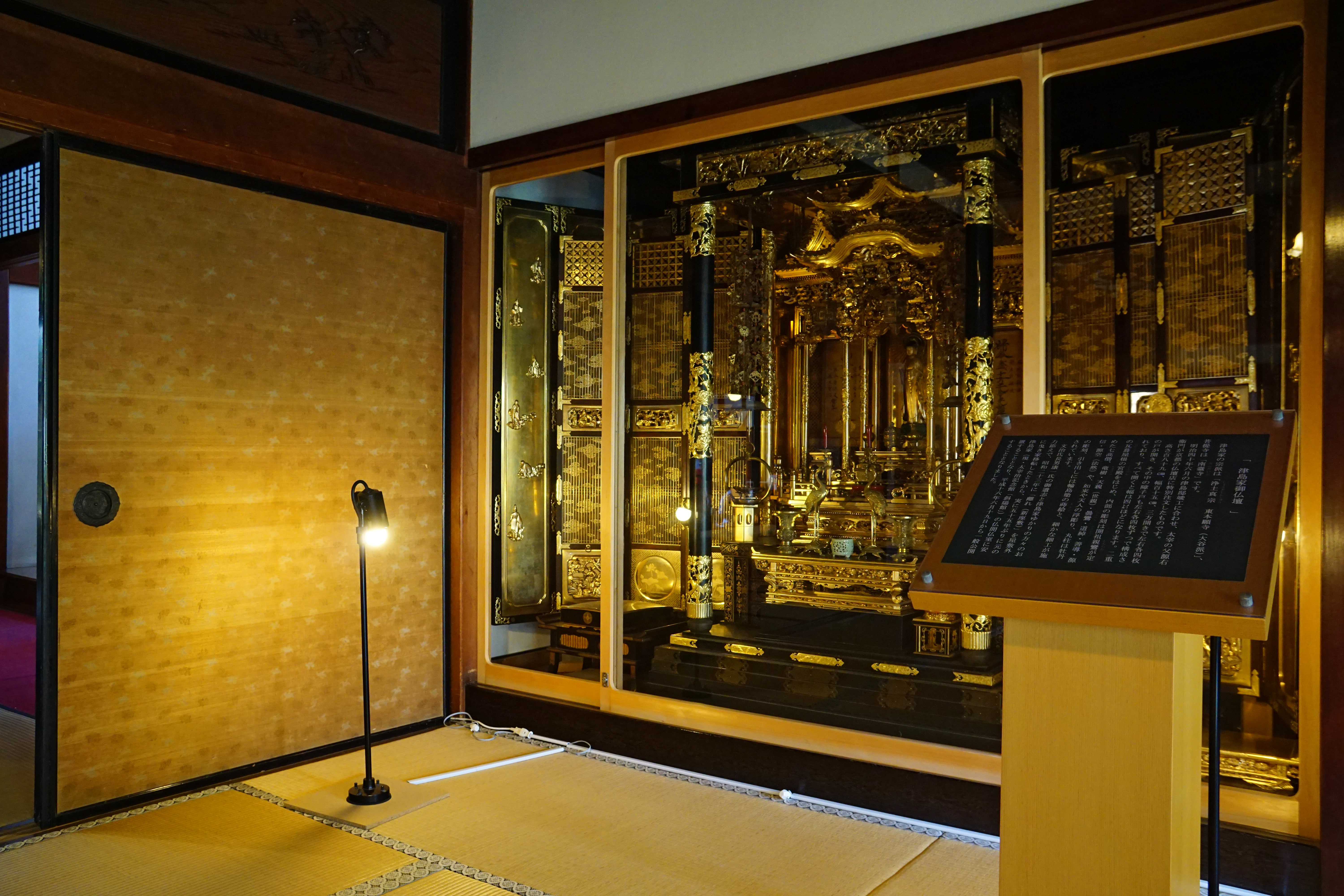
Un butsudan.

Un Butsudan (仏壇?) es una plataforma o capilla para contener y proteger símbolos budistas que se encuentra en templos y hogares en Japón, así como en otras culturas budistas. El Butsudan suele ser un armario de madera con puertas que encierran y protegen los iconos representativos y consagrados, típicamente una estatua de Buda o un Bodhisattva o un rollo con un mándala caligráfico. Las puertas se abren para mostrar el icono durante prácticas de meditación y para honrar a Buda y a los familiares difuntos, manteniéndose cerradas el resto del tiempo o si es una plataforma abierta, cubierta con una tela blanca. Un Butsudan normalmente contiene artículos secundarios llamados "butsugu", tales como candeleros, quema-inciensos, campanas, y plataformas para colocar ofrendas, que representan distintos conceptos de la filosofía budista. Algunas sectas budistas ponen placas conmemorativas "ihai” para sus parientes difuntos dentro o junto al Butsudan. Parte esencial en la vida familiar tradicional japonesa, centro de la fe en el hogar, generalmente se sitúa sobre un mueble más grande donde se guardan documentos importantes y certificados familiares. 
“Butsudan” es una palabra japonesa que significa “Casa de Buda”. El santuario es puesto en el templo o el hogar como un lugar de adoración a Buda, la Ley del Universo (Dharma), etc. Los pergaminos (honzon) o estatuas son puestas en el Butsudan y tradicionalmente se realizan ceremonias por la mañana y por la noche. Los budistas zen también meditan frente a él. 
El diseño original del Butsudan ya estaba formado cuando llegó a Japón. En la India, la gente construía grandes altares al aire libre como lugares de ofrenda a Buda. Cuando el budismo llegó a China y Corea, las estatuas de Buda también se colocaron sobre pedestales o plataformas. Siendo frágiles, las tormentas dañaban seriamente las estatuas y esto era visto como falta de respeto a Buda. Para proteger la estatua, chinos y coreanos construyeron paredes y puertas (como un armario) a su alrededor. Entonces podían ofrecer sus oraciones e incienso sin que la estatua estuviera en peligro de romperse.
Los japoneses aceptaron el budismo sin abandonar la práctica de su religión Shinto autóctona. Entonces también adoptaron la costumbre del Butsudan. Muchas sectas fueron formadas y los Butsudan fueron instalados en muchos templos. Los japoneses decoraron las puertas y paredes de los Butsudan con diseños elaborados y el Butsudan se convirtió en el punto central de cada templo. Después de un tiempo, la gente comenzó a tener sus propios pequeños Butsudan instalados en sus hogares. Ahí podían presentar sus respetos a Buda o a la Ley, o a un Bodhisattva en particular, al mismo tiempo que a sus ancestros difuntos. Los Butsudan pasaban de generación en generación dentro de cada familia. 
Desde finales del siglo XX mucha gente, especialmente en las ciudades, ya no tiene Butsudan en su hogar ya que no cuentan con el espacio o el tiempo para mantenerlo. A pesar de eso continúa siendo una tradición de la práctica budista en Japón y en el mundo. 
En el Butsudan se encuentra una estatua de Buda o de alguna deidad budista. Un rollo con escrituras o dibujos de Buda se encuentra en el punto más alto y central. Debajo de la estatua se pone agua y comida (por lo general, frutas o arroz). Un quema-incienso también se encuentra debajo de la estatua en el centro. Velas y flores se colocan a los lados de los quema-inciensos. Debajo esta la campana budista que se toca durante las oraciones. 
En algunas sectas budistas, tal como en el Jodo Shinshu, se incluyen placas con los nombres de los difuntos esculpidos sobre ellas. Otros objetos tales como espadas de samurái y fotos de los difuntos también se pueden encontrar en los Butsudan.